# Dawsophila
Dawsophila — рід грибів. Назва вперше опублікована 1981 року.

## Класифікація
До роду Dawsophila відносять 3 види:
- Dawsophila callichroma
- Dawsophila polycarpa
- Dawsophila pygmaea